# Brisbane Aisle

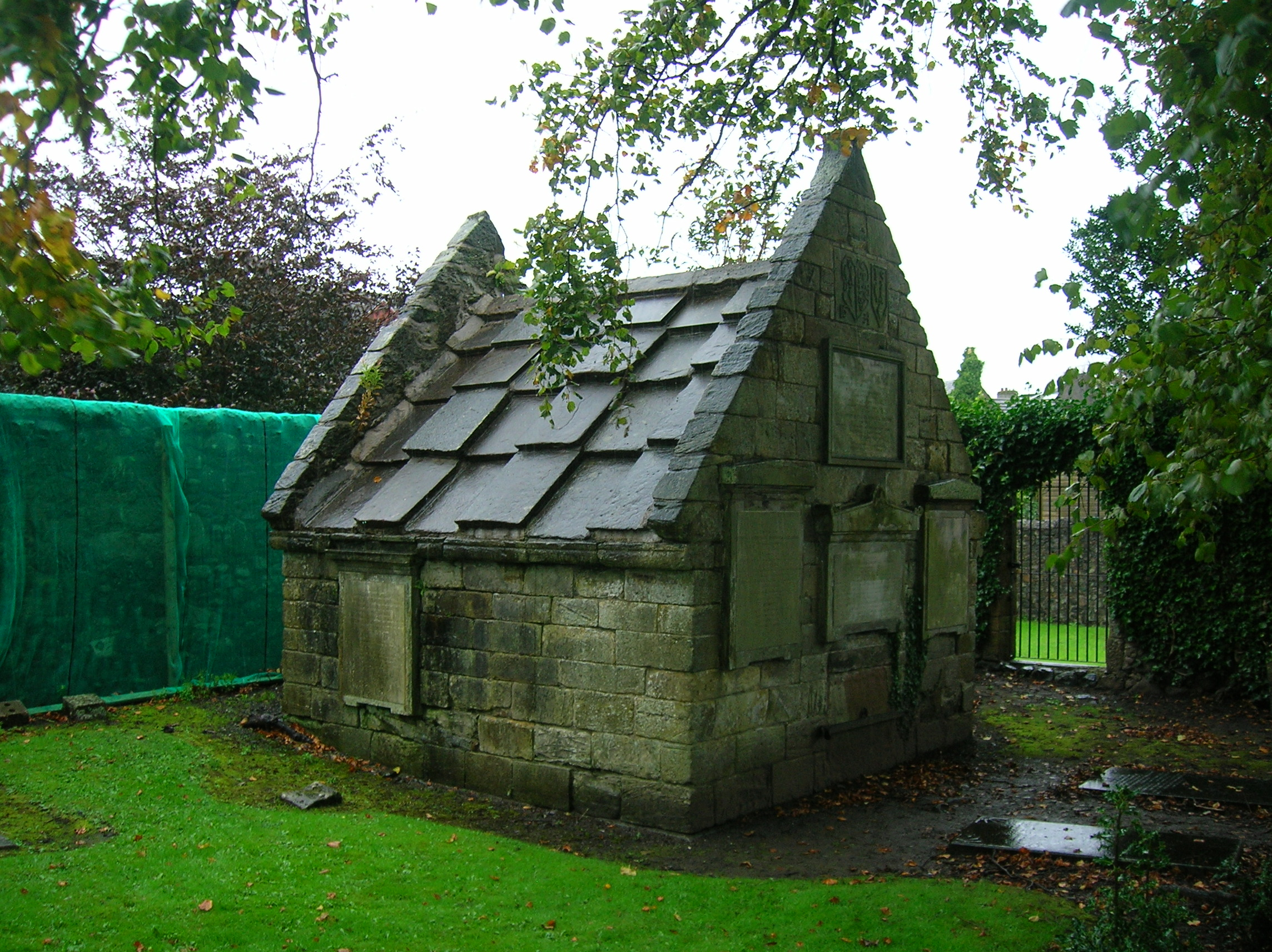
Brisbane Aisle

Brisbane Aisle ist ein Mausoleum in der schottischen Stadt Largs in der Council Area North Ayrshire. 1991 wurde das Bauwerk in die schottischen Denkmallisten in der höchsten Denkmalkategorie A aufgenommen. Mit dem Skelmorlie Aisle befindet sich ein weiteres denkmalgeschütztes Mausoleum in unmittelbarer Umgebung.

## Beschreibung
Das Bauwerk befindet sich am Rand eines Friedhofs im Zentrum von Largs. Es stammt aus dem Jahre 1634 und wurde ursprünglich für die Familie Kelso errichtet. Im Jahre 1695 wurde es das Familienmausoleum der Familie Brisbane. Das Mauerwerk des länglichen, freistehenden Gebäudes besteht aus fein behauenen Steinquadern. Traufseitig verlaufen Dachgesimse. Eine heraldisch gestaltete Platte oberhalb des verschlossenen Portals an der Ostseite weist das Baujahr aus. Außerdem zeigt sie die Initialen „P.S“ und „I.S“ von Mitgliedern der Shaw-Familie. Auf einer verzierten Tafel auf der gegenüberliegenden Seite sind die Monogramme „P.S.“, „I.M.“ und „I.S“ verzeichnet. Verschiedene mit Gesimsen versehene Marmortafeln an den Außenwänden stammen aus dem 19. Jahrhundert. Das steile Satteldach ist mit großen Schieferplatten eingedeckt. Die Giebelflächen ragen über das Dach hinaus und weisen einen höheren Neigungswinkel auf. Dies könnte die Folge eines Umbaus im späten 17. Jahrhundert sein.